# David Dastmalchian
David Dastmalchian (Allentown (Pennsylvania), 21 juli 1977) is een Amerikaans-Iraans acteur, filmproducent en scenarioschrijver.

## Biografie
Dastmalchian studeerde af aan de toneelschool van de DePaul University in Chicago. 
Dastmalchian begon in 2008 met acteren als handlanger van de Joker in de film The Dark Knight, hierna speelde hij nog meerdere rollen in films en televisieseries. 

## Filmografie

### Films
Uitgezonderd korte films.
- 2024: The Life of Chuck - als Josh
- 2024: Late Night with the Devil - als Jack Delroy
- 2023: Justice League x RWBY: Super Heroes and Huntsmen Part Two - als The Flash (stem)
- 2023: The Last Voyage of the Demeter - als Wojchek
- 2023: Oppenheimer - als William L. Borden
- 2023: The Boogeyman - als Lester Billings
- 2023: Batman: The Doom That Came to Gotham - als Grendon (stem)
- 2023: Boston Strangler - als Albert DeSalvo
- 2023: Ant-Man and the Wasp: Quantumania - als Veb (stem)
- 2022: Weird: The Al Yankovic Story - als John Deacon
- 2021: Dune - als Piter De Vries
- 2021: The Suicide Squad - als Polka-Dot Man
- 2019: Jay and Silent Bob Reboot - als nerveuze politieagent
- 2019: Madness in the Method - als de getuige
- 2019: Teacher - als James Lewis
- 2018: Bird Box - als Whistling Marauder
- 2018: All Creatures Here Below - als Gensan
- 2018: A Million Little Pieces - als Roy
- 2018: The Domestics - als Willy Cunningham
- 2018: Relaxer - als Cam
- 2018: Ant-Man and the Wasp - als Kurt
- 2017: Blade Runner 2049 - als Coco
- 2016: The Belko Experiment - als Alonso 'Lonny' Crane
- 2016: Under pyramiden - als Yonas Al Masri
- 2015: Chronic - als Bernard
- 2015: Ant-Man - als Kurt
- 2014: Angry Video Game Nerd: The Movie - als sergeant L. J. Ng
- 2014: Animals - als Jude
- 2013: Prisoners - als Bob Taylor
- 2013: The Employer - als James Harris
- 2013: Saving Lincoln - als majoor Eckert
- 2013: Cass - als Joshua Whitmore
- 2012: Brutal - als Antonio Scarafini
- 2012: Sushi Girl - als Nelson
- 2012: Say When - als Damon
- 2012: Singled Out - als Luke
- 2011: Virgin Alexander - als Hank
- 2009: Horsemen - als Terrence
- 2008: The Dark Knight - als Thomas Schiff

### Televisieseries
Uitgezonderd eenmalige gastrollen.
- 2024: The Rookie - als Ray Watkins - 2 afl.
- 2019-2023: The Doctor Fearless Show - als dr. Fearless - 7 afl.
- 2016-2021: The Flash - als Abra Kadabra - 4 afl.
- 2016-2021: MacGyver - als Murdoc - 11 afl.
- 2020-2021: From Now - als professor Boris Chernov - 6 afl.
- 2019: Reprisal - als Johnson - 9 afl.
- 2017: Twin Peaks - als Pit Boss Warrick - 3 afl.
- 2017: Gotham - als Dwight Pollard - 2 afl.
- 2016: 12 Monkeys - als Kyle Slade - 2 afl.

### Filmproducent
- 2014: Animals - film
- 2011: Keen - korte film

### Scenarioschrijver
- 2021: 2021 Fangoria Chainsaw Awards - televisiespecial
- 2018: All Creatures Here Below - film
- 2014: Animals - film
- 2013: Elias the Ant - korte film
- 2011: Keen - korte film

- Gemeinsame Normdatei: 1179497341
- International Standard Name Identifier: 0000 0004 5623 6610
- Library of Congress Control Number: no2015124843
- MusicBrainz: 4475faa9-ddf8-4f14-b5c9-bb2914b8dd0d
- Nationale Bibliotheek van Israël: 987012385072805171
- Système universitaire de documentation: 241627923
- Virtual International Authority File: 326144647675948842880
- WorldCat: E39PBJgH9HWMPb6cQ8HFRtMkjC